# Битва под Лоевом (1649)

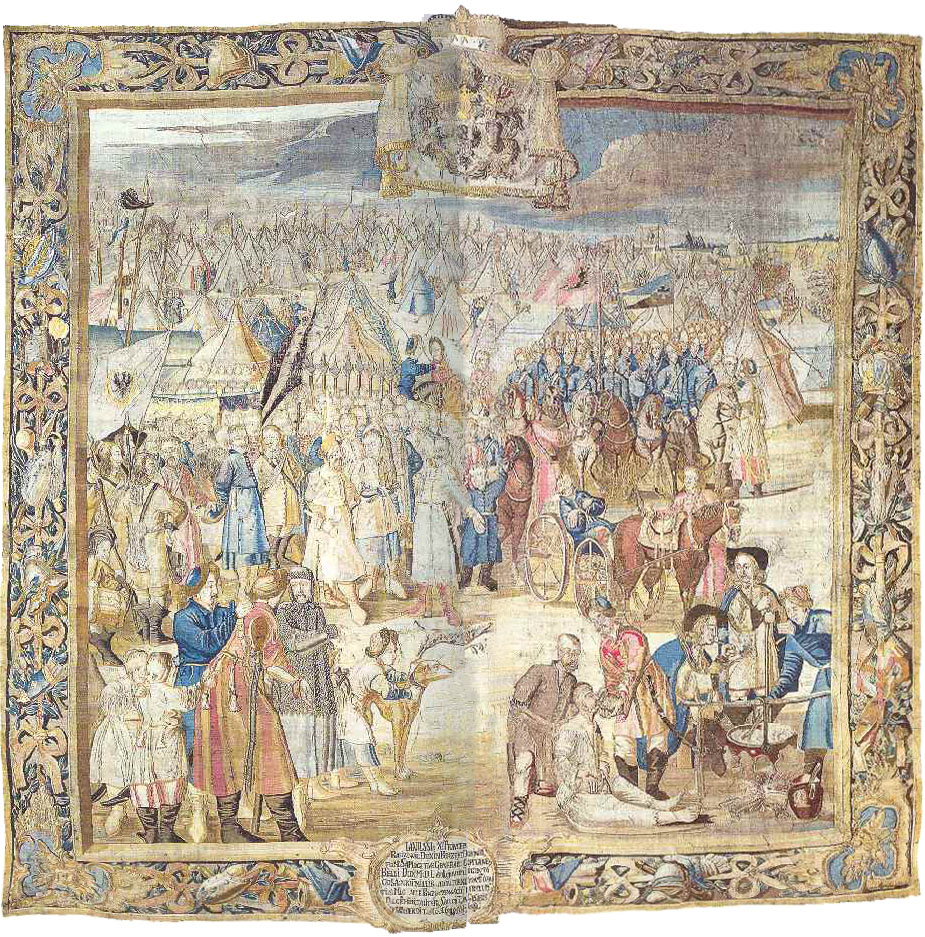
Битва под Лоевом (1649).
Гобелен XVIII века

Битва под Лоевом — сражение 31 июля 1649 года под поселком Лоев между войском запорожских казаков и армией Великого Княжества Литовского в ходе восстания Хмельницкого. В ходе него казацкая армия, возглавляемая Степаном Пободайло и Михаилом Кричевским, была разбита правительственным войском польного гетмана литовского воеводы Януша Радзивилла и Винсента Гонсевского. Радзивиллу удалось по частям разбить войско казаков.

## Предыстория битвы
Казацкая армия под предводительством Степана Пободайло взяла Лоев в конце июня 1649 года. Отряд Пободайло насчитывал около семи тысяч человек. Лоев стал использоваться казаками Пободайлы как основная база для распространения власти «Войска Запорожского» на близлежащие области. В ответ на это в июле того же года гетман Радзивилл, собрав армию численностью 7.301 человек (822 гусара, 1660 драгунов, 2009 панцирных казаков, 1510 немецкой пехоты и 700 гайдуков), двинул их на Лоев.
Богдан Хмельницкий узнал о продвижении Радзивилла во время осады Збаража. На помощь Пободайло гетман направил десять тысяч казаков под командой наказного гетмана Михаила Кричевского. 23 июля армия Речи Посполитой приблизилась вплотную к Лоеву, заняв позиции на правом берегу Днепра. Укрепленный лагерь Пободайлы находился слева, и Радзивилл решил начать осаду с артиллерийского обстрела казацкого лагеря.

## Битва
Когда Радзивилл узнал о приближающемся с Кричевским подкреплении, он послал 2 тысячи своих конников в разведку, но Кричевский сумел избежать с ними встречи и неожиданно атаковал основную литовскую армию. Атаку казаков на переправу у мельницы отбили пехотинцы "отечественного строя". Вслед за этим казаков атаковала личная хоругвь панцирных казаков Януша Радзивилла, которая задержала казаков до подхода гусар из лагеря. 480-600 гусар ударили по Киевскому полку на правом фланге армии казаков. Атака была успешной, Киевский полк, отстреливаясь, отступил к лесу, на помощь гусарам Радзивилл отправил рейтар и пехоту. В это время левый фланг казаков ударил во фланг и тыл гусарам, после чего литовская армия начала проигрывать и отходить к переправе через реку Лоевку. В этот момент на тыл казаков ударили посланные в разведку 2.000 конницы Павловича и Комаровского. Левый фланг казаков был полностью уничтожен. Правый фланг, где сражался Киевский полк во главе с Кричевским, отступил в лес, где за 15 минут из веток деревьев, трупов лошадей и павших казаков построили укрепления.
Пободайло к этому моменту начал переправу через Днепр, отряд не более 3.000 казаков высадился на берег. К месту высадки подоспела пехота и драгуны литовского войска. Два штурма окопавшихся на берегу казаков войсками Литвы провалились, только на третий раз с помощью кавалерийской атаки во фланг казакам, удалось скинуть их в реку. До своих добралось около 300 человек.
Казацкий табор-вагенбург с пехотой, артиллерией и присоединившимися крестьянами спешил на поле битвы, но попал в засаду. Табор был атакован с трёх сторон литовскими войсками (полк немецкой пехоты, драгуны и татарские хоругви, а также вооружённая обозная прислуга) и был разбит. После разгрома табора все войска Великого Княжества Литовского приступили к штурму казацких укреплений в лесу. Три больших штурма пехоты и спешенной кавалерии при поддержке артиллерии не принесли успеха. Наступившая ночь прервала битву. Радзивилл отвёл войска в свой лагерь. Воспользовавшись возможностью, казаки отступили, оставив раненых (в том числе и Кричевского). Смертельно раненый Кричевский был взят в плен. Радзивилл собрал около сорока казацких знамён на поле боя. Самюэль Оргелбранд, историк и публицист, оценил потери казаков в 3 тысячи человек, 2 артиллерийских соединения и 12 знамён.
Битва под Лоевом в 1649 году нашла свое отражение в мемуарах белорусского шляхтича Богуслава Казимира Маскевича.

## Последствия битвы
Литовская армия вернула себе контроль над Лоевом, но переправа осталась под контролем Пободайло. Тяжёлые потери личного состава, истощение запасов и постоянные казацкие атаки по линиям снабжения сделали невозможным дальнейшее продвижение Радзивилла на Киев.
Радзивилл был награждён королём, одарившим гетмана имениями Невель, Себеж и Красное.
В условиях династической войны между Польшей и Швецией, в попытке спасти Великое Княжество Литовское от захвата Москвой, он заключит несколькими годами позже Кейданскую унию с королём Швеции Карлом X Густавом.
Спустя 2 года — в 1651 году — в ходе того же восстания состоялась вторая битва под Лоевом.